# Pygmaeothamnus chamaedendrum
Pygmaeothamnus chamaedendrum là một loài thực vật có hoa trong họ Thiến thảo. Loài này được (Kuntze) Robyns miêu tả khoa học đầu tiên năm 1928.